# Out Yonder
Out Yonder er en amerikansk stumfilm fra 1919 af Ralph Ince.

## Medvirkende
- Olive Thomas som Flotsam
- Huntley Gordon som Edward Elmer
- Marie Coverdale
- Louise Prussing som Clarice Stapleton
- John Smiley som Amos Bart